# Perdika
Perdika (in greco Πέρδικα?, in albanese Arpicë) è una ex comunità della Grecia nella periferia dell'Epiro (unità periferica della Tesprozia) con 2 272 abitanti secondo i dati del censimento 2001.
È stata soppressa a seguito della riforma amministrativa, detta Programma Callicrate, in vigore dal gennaio 2011 ed è ora compresa nel comune di Igoumenitsa.